# Alejandro Brianza
Alejandro Brianza (1989, Provincia de Buenos Aires) es un compositor, investigador y docente argentino. Sus tareas las desempeña en la Universidad del Salvador, la Universidad de Buenos Aires y en la Universidad Nacional de Lanús, donde es director del Centro de Estudios y Producción Sonora y Audiovisual [CEPSA].
Forma parte de investigaciones relacionadas con la tecnología del sonido, la música electroacústica, la investigación artística y los lenguajes contemporáneos, de las cuales brinda regularmente charlas, conferencias y talleres en congresos, festivales y distintos encuentros del ámbito académico nacional e internacional.

## Estudios
Se graduó como Licenciado en Audiovisión y Magíster en Metodología de la Investigación Científica en la Universidad Nacional de Lanús. Actualmente estudia el Doctorado en Humanidades con mención en Música en la Universidad Nacional del Litoral, en la Provincia de Santa Fe. También es exalumno de los Profesorados en Instrumento (flauta dulce) y Composición del Conservatorio Provincial de Música Julián Aguirre.

## Trayectoria
Alejandro Brianza comenzó su formación musical de manera formal a la edad de 12 años, al ingresar al Ciclo de Formación Básica (FOBA) del Conservatorio Provincial de Música Julián Aguirre. Allí inició sus estudios eligiendo como su instrumento a la flauta dulce, tomando contacto con repertorio de música antigua y contemporánea. A la edad de 23 años estrenó por primera vez de manera pública una composición propia. Así, las Tres piezas micromodales para piano dieron comienzo a su carrera como compositor, que continúa activa.
En el año 2015, la invitación del Festival Internacional de la Imagen (Manizales, Colombia) para estrenar su suite audiovisual Mikrokosmika dio inicio a su carrera internacional, desarrollada mayormente en escenarios de Latinoamérica.
Brianza fue becario del Fondo Nacional de las Artes en distintas oportunidades (2013, 2020, 2022) y de los programas Fondo Argentino de Desarrollo Cultural (2015), Becar Cultura (2016) e Ibermúsicas (2016), recibiendo apoyo tanto para su formación como para la creación y circulación de su producción.
Actualmente, su desempeño profesional como artista oscila entre sus proyectos individuales y los que realiza de manera colaborativa con Andamio, un colectivo artístico en artes electrónicas conformado por artistas de México y Argentina del que forma parte desde el año 2015. Sus producciones han sido presentadas en Argentina, Brasil, Chile, Bolivia, Perú, Ecuador, Colombia, México, Estados Unidos, Canadá, España, Reino Unido, Francia, Mónaco, Austria, Ucrania y Japón.

## Premios y reconocimientos
Entre los reconocimientos otorgados a Alejandro Brianza se encuentran:
- (2022) Premio Jeu de Temps / Times Play (JTTP) - Hildegard Westerkamp de la Canadian Electroacoustic Community por su pieza Kowloon.[5]
- (2023) Premio AGN-CCK a piezas sonoras del Ministerio de Cultura de la Nación Argentina por su pieza Tango.[6]